# Montet, Broye
Montet är en ort och tidigare kommun i distriktet Broye i kantonen Fribourg, Schweiz.
1 januari 2004 slogs Montet ihop med Aumont, Frasses och Granges-de-Vesin till den nya kommunen Les Montets.